# Чудная долина
«Чудна́я доли́на» — российский художественный фильм о Чуйской долине, известной как место массового произрастания конопли. История о том, как соединились три влюблённые пары.

## Сюжет
Где-то в Средней Азии есть изумительной красоты местечко — Чудная долина. В этой деревеньке царствует любовь. Молодой человек с душой художника Сардор давно влюблён в Лейлу. Муж Лейлы Маруф, за которого выдали её родители по причине его богатства, не хочет её отпускать и сказать слово «талак» (развод). Тем более Сардор работает на Маруфа пастухом. Дед Лейлы Саид ухаживает за своей соседкой старушкой Айшой, тщетно убеждая её выйти за него замуж, а она ждёт своего мужа Али, до сих пор не вернувшегося с войны. Внучка Айши Малика мечтает о карьере певицы и живёт в городе. Её возлюбленный, американец Майкл работает военным переводчиком. Отец Малики, крупный чиновник, против того, чтоб его дочь вышла замуж за иностранца. Во время грозы в деревне появляется странный баран с загадочной надписью на боку. Айша уверена, что это её покойный муж, вернувшийся с того света. Именно его появление переворачивает всё с ног на голову и расставляет по своим местам.

## В ролях
| Актёр                 | Роль     |
| --------------------- | -------- |
| Надежда Румянцева     | Айша     |
| Михаил Козаков        | Дед Саид |
| Мария Беккер          | Лейла    |
| Саид Дашук-Нигматулин | Рустам   |
| Шамиль Хаматов        | Сардор   |
| Игорь Десятников      | Маруф    |
| Юрий Цурило           | Министр  |
| Рауф Кубаев           | Мулла    |